# Henricia lukinsii
Henricia lukinsii är en sjöstjärneart som först beskrevs av John Keith Marshall Lang Farquhar 1898.  Henricia lukinsii ingår i släktet Henricia och familjen krullsjöstjärnor. Inga underarter finns listade i Catalogue of Life.